# 아이돌마스터 프로젝트
아이돌마스터 프로젝트는 하세가와가 판매하는 프라모델의 시리즈로, <에이스 컴뱃>과 <THE IDOLM@STER>의 콜라보 기체인 통칭 <아이마스기>를 1/72과 1/48의 스케일로 모델화하고 있다.

## 개요
<아이마스기>는, 가정용 게임기 엑스박스 360의 소프트인 <에이스 컴뱃 6 해방에의 전화>의 다운로드 가능 콘텐츠로, 같은 Xbox360의 <THE IDOLM@STER>의 캐릭터가 그려진 기체이다. 모두 실재의 전투기 또는 공격기지만, 실기의 도장과는 완전히 달라, 선명한 캐릭터의 이미지색으로 도장된 기체의 표면과 수직꼬리에 캐릭터가 크게 그려져 또 전면에 건너 라인, 문자, 별이나 꽃등의 마킹이 베풀어지고 있다. 도장 뿐만 아니라, 게임중에서는 탄약 탑재량이 캐릭터의 신장과 스리 사이즈에 대응한 것이 되어, 비행 특성도 캐릭터의 성격을 반영해 통상의 기체와는 다르다. 하세가와는, 이 <통차>되지 않는 <통전투기>라고도 말할 수 있는 기체를, 기존의 제품에 새로운 디칼 등을 부속시켜 상품화하고 있다. 기체는 이미지색으로 성형되어 마킹은 발색이 좋은 실크 스크린 인쇄의 디칼로 재현되고 있다. 또 모두 한정 생산품으로, 재생산은 원칙으로서 행해지지 않는다.
미쓰비시 F-2나 맥도넬더글러스 F-15E 스트라이크 이글 등의 이미 제품화되고 있던 기체는, 종래의 금형을 사용해 성형색을 바꾸어 대응하고 있지만, 1/48스케일의 F-22 랩터 <아마미 하루카>사양은 완전한 신규 제작의 킷으로 화제를 불렀다. 미 공군 사양의 발매에 선행해 아이마스기가 발매된일에 대해서는 스케일 모델러로부터의 항의나 비판도 있었지만, 사내에서도 아이마스기를 먼저 발매하는 것에의 반대 의견은 많아, 상품화 결정까지는 우여곡절이 있었다고 여겨진다.
2010년 3월에는, 제1기의 종료가 표명되었지만, 2010년 5월의 시즈오카 하비 쇼에서는 이미 제2기의 개시가 공표되었다. 제2기로는 하세가와가 모델화하지 않은 기체에 대해서는, 하세가와가 수입 대리점이 되고 있는 미국 레벨과 독일 레벨, 한층 더 러시아의 즈베즈다의 제품도 사용하는 것으로 라인 업의 충실을 도모하고 있다. 이 외 , 2011년 1월부터 <에이스 컴뱃 6>에 등장하지 않는, <SP>961 프로 사양 (프로젝트 페어리 사양)의 전투기 3기가 발매되어 한층 더 같은 해 3월에 신규 금형으로 발매된 <수호이 Su-33 호시이 미키>로, 스케일을 묻지 않으면 전원 분의 기체의 플라모델화가 완료했다. 계속 2011년 5월부터 제3기가 스타트해, 동년 9월 발매의 <다소 라팔 미나세 이오리>로, 1/72스케일에서는 디칼만이 잡지의 부록으로서 붙여진 <제너럴 다이내믹스 F-16 파이팅 팰콘 후타미 마미>를 제외한 전기의 제품화가 완료했다.
그 후도 상품 전개는 계속되고 있어 <아이돌마스터 2 프로젝트>라고 제목을 붙여, <에이스 컴뱃 어설트 호라이즌>에 등장하는 <THE IDOLM@STER 2>사양의 전투기의 상품 전개가 발표되고 있다.

## 제품 일람
2011년 9월 시점에서 발매가 끝난 상태 혹은 공식 발표 끝난 제품을 아래와 같이에 나타낸다.

### 제1기
| No. | 품번  | 기체                  | 캐릭터          | 축척 | 발매        | 비고             |
| --- | ----- | --------------------- | --------------- | ---- | ----------- | ---------------- |
| 1   | SP267 | 미츠비시 F-2A         | 후타미 아미     | 1/72 | 2009년 9월  | 계약 종료        |
| 2   | SP268 | 미츠비시 F-2A         | 후타미 아미     | 1/48 | 2009년 11월 | 계약 종료        |
| 3   | SP269 | F-15E 스트라이크 이글 | 키사라기 치하야 | 1/48 | 2009년 12월 | 계약 종료        |
| 4   | SP270 | F-14D 톰캣            | 미우라 아즈사   | 1/48 | 2009년 12월 | 계약 종료        |
| 5   | SP271 | F-22 랩터             | 아마미 하루카   | 1/48 | 2009년 12월 | 신금형/계약 종료 |
| 6   | SP272 | F-16C 파이팅 팰콘     | 후타미 마미     | 1/48 | 2009년 12월 | 계약 종료        |
| 7   | SP273 | F-15E 스트라이크 이글 | 키사라기 치하야 | 1/72 | 2010년 2월  | 요근조           |
| 8   | SP274 | F-14D 톰캣            | 미우라 아즈사   | 1/72 | 2010년 2월  | 요근조           |
| 9   | SP275 | F-117A 나이트호크     | 하기와라 유키호 | 1/72 | 2010년 3월  |                  |

### 제2기
| No. | 품번  | 기체              | 캐릭터          | 축척 | 발매        | 비고        |
| --- | ----- | ----------------- | --------------- | ---- | ----------- | ----------- |
| 10  | SP276 | F/A-18F 슈퍼 호넷 | 아키즈키 리츠코 | 1/48 | 2010년 5월  |             |
| 11  | SP277 | A-10A 선더볼트 II | 오토나시 코토리 | 1/48 | 2010년 5월  | 미 레벨제   |
| 12  | SP278 | F-117A 나이트호크 | 하기와라 유키호 | 1/48 | 2010년 7월  | 미 레벨제   |
| 13  | SP279 | 미라주 2000       | 타카츠키 야요이 | 1/48 | 2010년 9월  | 미 레벨제   |
| 14  | SP280 | Su-47 베르쿠트    | 호시이 미키     | 1/72 | 2010년 10월 | 즈베즈다제  |
| 15  | SP281 | 타이푼 II         | 키쿠치 마코토   | 1/48 | 2010년 11월 | 독일 레벨제 |
| 16  | SP282 | F-22 랩터         | 아마미 하루카   | 1/72 | 2010년 12월 | 독일 레벨제 |
| 17  | SP283 | 라팔 M            | 미나세 이오리   | 1/48 | 2010년 12월 | 독일 레벨제 |
| 21  | SP290 | Su-33 플랭커 D    | 호시이 미키     | 1/72 | 2011년 3월  | 신금형      |

### 특별편
| No. | 품번  | 기체                  | 캐릭터                   | 축척 | 발매       | 비고            |
| --- | ----- | --------------------- | ------------------------ | ---- | ---------- | --------------- |
| 18  | SP287 | F-4 EJ 개 슈퍼 팬텀   | 호시이 미키 (961 프로)   | 1/72 | 2011년 1월 | 게임 본편미등장 |
| 19  | SP288 | AV-8B 해리어 II플러스 | 가나하 히비키 (961 프로) | 1/72 | 2011년 2월 | 게임 본편미등장 |
| 20  | SP289 | J35J 드라켄           | 시죠 타카네 (961 프로)   | 1/72 | 2011년 3월 | 게임 본편미등장 |

### 제3기
| No. | 품번  | 기체              | 캐릭터          | 축척 | 발매       | 비고        |
| --- | ----- | ----------------- | --------------- | ---- | ---------- | ----------- |
| 22  | SP284 | A-10 A뇌전 II     | 오토나시 코토리 | 1/72 | 2011년 5월 |             |
| 23  | SP285 | 미라주2000        | 타카츠키 야요이 | 1/72 | 2011년 6월 | 이타레리 제 |
| 24  | SP292 | 타이푼 II         | 키쿠치 마코토   | 1/72 | 2011년 7월 | 독일 레벨제 |
| 25  | SP293 | F/A-18 F슈퍼호-넷 | 아키즈키 리츠코 | 1/72 | 2011년 8월 |             |
| 26  | SP295 | 러팰 M            | 미나세 이오리   | 1/72 | 2011년 9월 | 이타레리제  |

### 모델화 대응표
| 게임 등장       | 기체                   | 캐릭터                   | 1/48        | 1/72        | 비고 |
| --------------- | ---------------------- | ------------------------ | ----------- | ----------- | ---- |
| 2007년 11월     | Su-33 프랭커 D         | 호시이 미키              | -           | 2011년 3월  |      |
| 2007년 12월     | F-117A 나이트호크      | 하기와라 유키호          | 2010년 7월  | 2010년 3월  |      |
| 2008년 1월      | Su-47 베르쿠트         | 호시이 미키(각성)        | -           | 2010년 10월 |      |
| 2008년 2월      | F-15E 스트라이크 이글  | 키사라기 치하야          | 2009년 12월 | 2010년 2월  |      |
| 2008년 3월      | F-22 랩터              | 아마미 하루카            | 2009년 12월 | 2010년 12월 |      |
| 2008년 3월      | 미라주 2000            | 타카츠키 야요이          | 2010년 9월  | 2011년 6월  |      |
| 2008년 4월      | 러팰 M                 | 미나세 이오리            | 2010년 12월 | 2011년 9월  |      |
| 2008년 5월      | 미츠비시 F-2A          | 후타미 아미              | 2009년 11월 | 2009년 9월  |      |
| 2008년 5월      | F-16C 파이팅 팰콘      | 후타미 마미              | 2009년 12월 | 보충 참조   |      |
| 2008년 6월      | F/A-18F 슈퍼 호넷      | 아키즈키 리츠코          | 2010년 5월  | 2011년 8월  |      |
| 2008년 6월      | F-14D 톰캣             | 미우라 아즈사            | 2009년 12월 | 2010년 2월  |      |
| 2008년 7월      | 타이푼 II              | 키쿠치 마코토            | 2010년 11월 | 2011년 7월  |      |
| 2008년 7월      | A-10A 선더볼트 II      | 오토나시 코토리          | 2010년 5월  | 2011년 5월  |      |
| 게임 본편미등장 | F-4 EJ 개 슈퍼 팬텀    | 호시이 미키 (961 프로)   | -           | 2011년 1월  |      |
| 게임 본편미등장 | AV-8B 해리어 II 플러스 | 가나하 히비키 (961 프로) | -           | 2011년 2월  |      |
| 게임 본편미등장 | J35J 드라켄            | 시죠 타카네 (961 프로)   | -           | 2011년 3월  |      |

### 보충
- 모델 그래픽스 잡지 2010년 1월호에는, 하세가와제 1/72스케일 F-16 CJ용의 <후타미 마미>기의 디칼을 부록으로서 붙였다. 이 디칼은 하세가와제의 다른 아이마스기에 부속되는 것과 거의 같은 사양의 것이었다.
- 하세가와의 1/72스케일의 F-14로 F-15에는, 줄기 조각이 철로 부품수의 적은 킷과 줄기 조각이 요로 부품수가 많은 킷의 2 종류가 있지만, 아이돌마스터 프로젝트에서는 어느쪽이나 요근조각의 킷이 사용되었다.
- 제1기의 킷에 세트되는 디칼에서는, 라인이나 별 등의 마킹은 솔리드 색으로 인쇄되고 있어 게임 중에서 볼 수 있는 각도에 의해서 빛나 보이는 효과가 재현되어 있지 않았지만, 제2기 이후의 킷에 세트되는 디칼의 일부에는 황 나무를 표현하기 위해서 펄계의 안료가 사용되고 있다.
- 게임 본편 미등장의 프로젝트 페어리기 (F-4 EJ개 961프로 미키기, AV-8 B해리어 II+ 가나하 히비키기, J35J 드라켄 시죠 타카네기)에 관해서도, 반다이 남코 게임스의 에이스 컴뱃 팀에 의한 디자인이라고 하세가와의 페이지에 기재되어 있다.
- Su-33도 <호시이 미키>사양이 러시아군사양에 선행해서 발매되었지만, 본기는 실기의 생산수도 적고, 아이마스기로서의 발매가 가능하지 않으면 제품화 자체가 곤란한 기체였다.

## 관련 서적
- <아이돌마스터 프로젝트 플라모델 카탈로그 북>대일본 회화 2011년 7월 7일 발매 ISBN 978-4499230506